# 张黡
张黡（前3世纪？—前207年），秦末汉初人物，赵国将领。
前209年，陈胜的部将武臣在赵国称赵王，派韓廣领兵夺取燕国故土，李良攻取常山，张黡夺取上党。武臣败亡后，张耳、陳餘拥立赵王歇。前207年十二月，秦朝将领章邯、王離攻打钜鹿。张耳派人去叫陈馀前来营救。陈馀估计自己兵力不足，不敢到钜鹿来。几个月后，张耳大怒，埋怨陈馀，派遣张黡、陈泽前去责备陈馀：“当初我与公为刎颈交，而今赵王和我马上就要死了，你拥兵数万，不肯相救，哪有赴难同死之义！如果守信，何不攻击秦军而与我们一同战死，还有十之一二能打败秦军、保全性命的希望。”陈馀道：“我推测前去救赵，只会全军覆没。何况我保全性命，是想为赵王、张耳向秦军报仇。现在定要共同赴死，就像把肉送给饿虎，又有何益。”张黡、陈泽说：“事已急，重要的是一起赴死确立信义，哪知其他的考虑。”要挟陈馀一同去死，陈馀于是便派张黡、陈泽率五千人先去接触秦军，结果是出战全军覆没。项羽率军取得巨鹿之战的胜利后，张耳出钜鹿城拜谢各国将领。张耳与陈馀相见，责备陈馀不肯营救赵王。待问及张黡、陈泽的下落时，张耳怀疑是陈馀将他两人杀了，二人就结下了仇怨。